# 少鱗磨脂鯉
少鱗磨脂鯉，為輻鰭魚綱脂鯉目脂鯉亞目锯脂鲤科的其中一個種。分布於南美洲托坎廷斯河流域，體長可達22公分，棲息在底中層水域，生活習性不明。

## 扩展阅读
維基物種上的相關：少鱗磨脂鯉